# Mount Randall
Mount Randall ist ein rund 3000 m hoher Berg im ostantarktischen Viktorialand. In den Victory Mountains ragt er 4 km westlich des Mount Riddolls und 5,6 km nordöstlich des Mount Burrill am südlichen Ende des Hackerman Ridge auf.
Das Advisory Committee on Antarctic Names benannte ihn 1994 nach dem US-amerikanischen Kartographen und Geographen Richard R. Randall (* 1948), der dem United States Board on Geographic Names in leitender Funktion von 1973 bis 1993 angehört hatte.